# 張榕蔭
張榕蔭，雲南省雲南府安寧州人，清朝政治人物、進士出身。
光緒十八年，登進士二甲第69名，授懷遠縣知縣。當時當地民變，其事先帶領家眷逃避，致使城中無防。后廣西巡撫柯逢时奏準對其嚴辦，并斬首于参将署。